# Željko Babić
Željko Babić (Metković, 19. svibnja 1972.), bivši hrvatski rukometaš, sada rukometni trener te bivši izbornik hrvatske rukometne reprezentacije.

## Igračka karijera
Rukomet je kao dječak od desete godine počeo igrati u Opuzenu gdje je odrastao u tadašnjem RK PIK Opuzen. Kasnije je kao igrač igrao je za domaće klubove RK Metković i RK Zagreb, a dio igračke karijere ostvario je u Italiji u Pallamanou iz Prata i u Modeni.
Uspjesi
Kao igrač RK Zagreba osvojio je Jugoslavensko prvenstvo 1991., Jugoslavenski kup 1991., Hrvatsko prvenstvo 1992., 1993., 1994., Hrvatski rukometni kup 1992., 1993., 1994, Europsku ligu prvaka 1992, 1993 i Europski rukometni superkup 1993.

## Trenerska karijera
Bio je trener u Rukometnoj akademiji Balić-Metličić u Splitu, u Hrvatskom rukometnom savezu je trenirao mlađe uzraste, a potom je bio trener RK Metkovića, RK Krškoga te RK Splita, a prije preuzumanja izborničke funkcije bio je pomoćni trener Slavku Goluži u RK Zagrebu i hrvatskoj rukometnoj reprezentaciji.2015. postaje izbornik hrvatske rukometne reprezentacije, s kojom kasnije osvaja broncu na EP-u 2016. u Poljskoj, a u Riu de Janeiru na Olimpijskim igrama ispada u četvrtfinalu od Poljske. Na Svjetskom prvenstvu 2017., u dramatičnoj utakmici sa Slovenijom, Babić s Hrvatskom gubi broncu koja je početkom te utakmice bila Hrvatskoj, doslovno već oko vrata. Nakon drame u Francuskoj, 31. siječnja 2017., Babić je zajedno s koordinatorom HRS-a Ivanom Balićem smijenjen. U lipnju iste godine, Babića slovensko Gorenje angažira za trenera. U travnju 2018. godine potvrđeno je da će Babić preuzeti PPD Zagreb prije početka sezone umjesto Zlatka Saračevića. 
Uspjesi
Kao pomoćni trener u nepunih godinu dana osvojio je tri brončane medalje s hrvatskom rukometnom reprezentacijom na tri najveća svjetska rukometna natjecanjana: na Europskom prvenstvu u Srbiji 2012., na Olimpijskim igrama u Londonu 2012., te na Svjetskom prvenstvu u Španjolskoj 2013.

## Vanjske poveznice
- Željko Babić na stranicama EHF-a  Arhivirana inačica izvorne stranice od 2. travnja 2015. (Wayback Machine)
- “Rukometni Guardiola” u odijelu želi dati dignitet rukometu (Glas Slavonije) Objavljeno 28. veljače 2015., pristupljeno 1. ožujka 2015.